# Stanislav Brovet
‎Stanislav Brovet, slovenski obveščevalec in admiral Jugoslovanske ljudske armade, * 14. maj 1930, Josipdol, † 10. junij 2007, Beograd, Srbija. 
Admiral JVM Brovet je bil namestnik zveznega sekretarja za ljudsko obrambo SFRJ med letoma 1988 in 1992 in posebni svetovalec za ljudsko obrambo Markovića.
Ob razpadu SFRJ leta 1991 je bil (poleg generalpolkovnika Konrada Kolška) slovenski častnik z najvišjim činom v JLA. 
V času vojne v Sloveniji leta 1991 je na več sestankih sodeloval kot pogajalec zveznih organov. Sodeloval je na znameniti seji predsedstva SFRJ, na kateri so razpravljali o uvedbi izrednih razmer v Jugoslaviji, vendar predsedstvo SFRJ o tem ni sprejelo nobene odločitve.
Najpomembnejši sestanek je bil 7. julija 1991, na katerem so sodelovale delegacije Evropske unije, Slovenije, Hrvaške in zveznih jugoslovanskih organov. Po pogajanjih, ki so trajala celih petnajst ur, so sprejeli skupno, brionsko deklaracijo, ki je znova uveljavila zvezni režim na zunanjih mejah JLA, vendar je omogočila tudi osamosvojitev Slovenije.
Leta 1992 je bil prisilno upokojen. Od leta 1991 do smrti je z ženo živel v Beogradu odmaknjen od javnosti.